# Wageningen
Wageningen  è una municipalità dei Paesi Bassi di 37 332 abitanti situata nella provincia della Gheldria. 
La serie sistematica di eliche navali più nota, denominata "Serie B di Wageningen", prende il nome dal paese, poiché qui si trova il Netherlands Ship Model Basin, dove la serie fu elaborata.
Wageningen è anche sede di una prestigiosa Università, che si distingue soprattutto nei settori Agrario e delle Scienze della Vita. Difatti, la facoltà di agraria di Wageningen, l'unica nei Paesi Bassi, eguaglia in prestigio le prime quattro facoltà di agraria statunitensi, contribuendo a fare del Paese, a dispetto della limitata estensione territoriale, un colosso agricolo.
Wageningen è anche il centro delle celebrazioni del 5 maggio, giorno in cui si commemora la liberazione olandese e il termine della seconda guerra mondiale: proprio in questa cittadina fu infatti firmata la resa dell'esercito tedesco (l'armistizio tra i Paesi Bassi e la Germania).

## Amministrazione

### Gemellaggi
- Gödöllő